# Erigone birmanica
Erigone birmanica är en spindelart som beskrevs av Tamerlan Thorell 1895. Erigone birmanica ingår i släktet Erigone och familjen täckvävarspindlar.
Artens utbredningsområde är Myanmar. Inga underarter finns listade i Catalogue of Life.